# Baseballhandske
En baseballhandske er en stor handske, der benyttes af baseballspillere, når de skal fielde (dvs. gribe og opsamle bolden). De er typisk lavet af læder eller et syntetisk materiale.
De fleste baseballhandsker er polstret ved det område, der beskytter håndfladen for at mindske stødet fra bolden. Desuden er der placeret et net mellem tommel- og pegefingeren, hvilket skaber en lomme, som letter omgangen med bolden.
Baseballhandsker blev introduceret i sporten omkring 1870, men blev først almindelige i 1890'erne. I starten blev brugen af handskerne betragtet som "tøset", men de blev hurtigt anset for at være uundværlige og blev produceret i mange forskellige udgaver. Mange spillere klippede simpelthen fingertipperne af nogle normale læderhandsker og indlagde polstring, men siden da er baseballhandsker vokset en del.

## Handsketyper
De forskellige baseballpositioner benytter forskellige handsketyper:
- Pitcheren benytter en handske med lukket net, så han kan skjule, hvordan han holder hånden om bolden, og derved forhindre batteren i at aflæse pitchet.
- Catcheren benytter en meget stor, rund handske med ekstra polstring for at kunne modtage hårde pitches. Handsken er ikke opdelt i individuelle fingre. Hvis pitcheren kaster knuckleballs, vælger catcheren ofte at bruge en endnu større handske pga. dette pitchs uforudsigelige natur.
- 1. basemandens handske er også stor og lang, så han kan samle bolde op, der er blevet kastet lidt skævt til ham. Handsken er ikke opdelt i individuelle fingre.
- Outfieldernes handsker er normalt rimelig lange, så de kan nå frem til en bold, som de skal kaste sig efter. Handsken må dog ikke være for stor og klodset, så man nemt kan få bolden ud igen for at kaste den tilbage til infielden.
- Infieldere (ud over 1. basemanden) benytter mindre handsker, der tillader dem mere bevægelsesfrihed, og hvor det er nemt at få bolden hurtigt ud af lommen.